# Санди Чийкс
Санди Чийкс (на английски: Sandy Cheeks) е персонаж от анимационния сериал „Спондж Боб Квадратни гащи“. Тя е озвучена от Каролайн Лорънс. Първата ѝ поява е в епизода „Чай в Дървото-къща“, която е излъчена премиерно на 1 май 1999 г. Тя е създадена от морския биолог и аниматор Стивън Хилънбърг, който е също създател на сериала. Санди е интелигентна, антропоморфична летяща катерица, която е облечена във водолазен костюм и живее под водата.
Освен в сериала Санди присъства в множество публикации, играчки и други стоки. Изявява се в трите филма от поредицата.

## Роля в „Спондж Боб Квадратни гащи“
Санди е една от най-близките приятели на Спондж Боб Квадратни гащи и е родена в Тексас. Тя е също най-близка приятелка на Патрик Звездата, който е най-добрият приятел и съсед на Спондж Боб. Нейните хобита са каратето и науката.